# Lizin
A lizin a fehérjékben általában megtalálható 20 aminosav egyike. A 4-aminobutil oldallánca miatt a bázikus aminosavak közé sorolják, az arginin és a hisztidin mellett. A kodonjai AAA és AAG.
Esszenciális aminosav, az ember napi szükséglete 1–1,5 g. Hiánya a niacin (B3-vitamin) hiányához vezet, ami a pellagra nevű betegséget okozza. A lizint táplálékkiegészítőként is alkalmazzák herpesz ellen. Nevét a görög „Lízisz” (kibontás) szóból kapta.
Sok fehérjében fordul elő: hemoglobinban, bázikus protaminokban stb.